# SN 2010aq
SN 2010aq – supernowa typu II-P odkryta 15 lutego 2010 roku w galaktyce A100210+0114. W momencie odkrycia miała maksymalną jasność 21,00m.